# Onisimus botkini
Onisimus botkini är en kräftdjursart som beskrevs av J. Birula 1897. Onisimus botkini ingår i släktet Onisimus och familjen Uristidae. Inga underarter finns listade i Catalogue of Life.